# Robinhood
Robinhood Markets Inc., или просто Robinhood, е разположена в САЩ компания за финансови услуги, със седалище в Менло Парк, Калифорния. Компанията предлага мобилното приложение за смартфони Robinhood, което позволява на всеки да инвестира в публични компании и борсово търгувани фондове, листвани на американските фондови борси, без заплащане на комисионни възнаграждения. Компанията печели пари от лихвите, натрупани върху паричните салда на клиентите и маржин кредитите.
Robinhood е основана през април 2013 г. от Владимир Тенев и предприемача от индийски произход Байджу Бхат, които преди това създават платформа за високочестотна търговия за финансови учреждения в Ню Йорк. Името на компанията произлиза от нейната мисия да „предостави достъп до финансовите пазари на всички, а не само на богатите“. Тенев отбелязва, че изпълнението на една сделка струва на брокерите „части от стотинката“, но те обикновено удържат комисиона в размер на 5 до 10 долара за всяка сделка, а освен това се изисква минимална сума в сметката от 500 до 5000 долара.
Потребителите, които следят, купуват и продават реални и виртуални валути (напр. биткойн и етериум) с помощта на Robinhood, са над 5 млн. Това е два пъти повече от потребителите на конкурентната компания E-Trade, при това последната има четири хиляди служители, а Robinhood – само 250.
След набирането на средства през април 2017 г. Robinhood има оценка от 1,3 милиарда долара. The Wall Street Journal съобщава през 2018 г., че компанията е завършила друг кръг от финансиране, който оценява компанията на $5,6 млрд.
Към август 2020 г. компанията е оценена на 11,2 млрд. долара след поредния кръг на финансиране от инвеститори, този път в размер на 200 млн. долара.  Тогава Robinhood има 13 млн. потребители.